# Дефекація цукрового соку

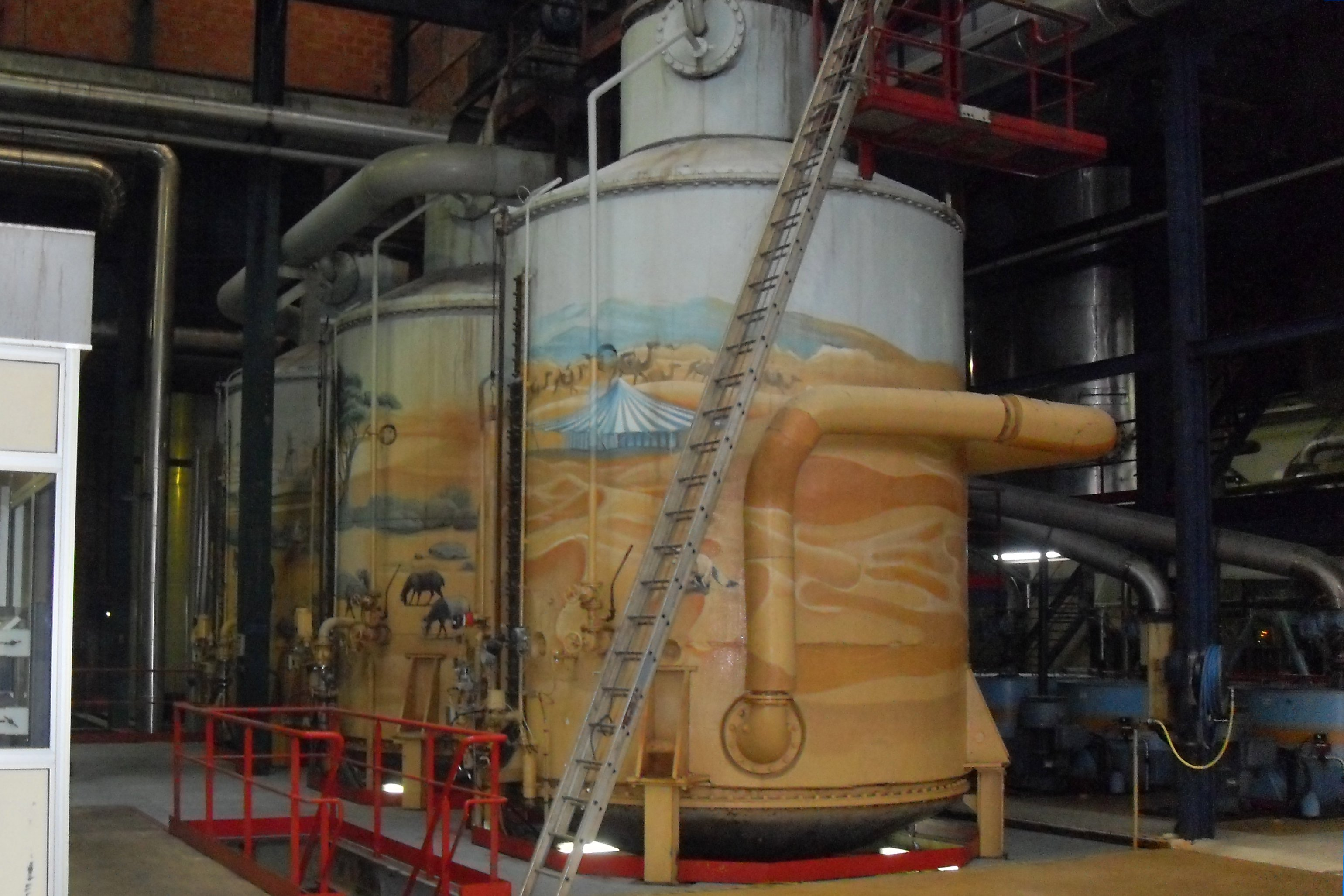
Виробнича лінія цукрового заводу, Німеччина

Дефекація цукрового соку (від лат. defaecatio — «очищення») — процедура, що застосовується на виробництві цукру для очищення бурякового або тростинного соку від різних домішок за допомогою негашеного вапна.

## Визначення
Однією з основних стадій виробництва цукру є очищення сирого бурякового або тростинного соку від різних домішок, які перешкоджають подальшій концентрації і кристалізації сахарози, необхідних для отримання білого цукру. З цією метою з-поміж різних реагентів у цукровій промисловості застосовується п'ять: CaO (негашене вапно), SO₂ (сірчистий ангідрид), P₂O₅ (фосфорний ангідрид), CO₂ (вуглекислий газ) і MgO (палена магнезія). Процедуру очищення прийнято називати «дефекацією» тільки у випадку використання негашеного вапна, яке використовується в переважній більшості випадків.
У процесі дефекації підігрітий цукровий сік перемішують з вапном, яке дає множинні ефекти: частина небажаних домішок руйнується хімічно, іншу частину вапно хімічно зв'язує в слаборозчинні осади і, нарешті, основну масу небажаних домішок вапно фізично пов'язує всередині важкорозчинних осадів інших сполук. З отриманої маси потім легко випарюють розчин власне сахарози, яку потім концентрують і кристалізують, а накопичений осад — дефекаційний бруд — утилізують.

## Хімія і фізика дефекації
Хімічний ефект дефекації в чистому вигляді незначний і дозволяє позбутися лише 1—2 % домішок. У результаті хімічних реакцій відбувається розкладання багатьох органічних кислот, включаючи щавлеву, винну та інші, а також коагуляція альбумінів. Крім цього відбувається часткове руйнування пектинових речовин, а багато які пігменти зв'язуються в нерозчинні осади.
Небажаним хімічним ефектом дефекації є утворення деякої кількості сахарату кальцію. Наслідки цього ефекту долаються на наступній стадії обробки соку, сатурації, коли за допомогою обробки вуглекислим газом кальцій зв'язується в карбонат кальцію і випадає в осад, який видаляється: Ca(C₁₂H₂₁O₁₁)₂ + CO₂ + H₂O = CaCO₃ + 2C₁₂H₂₂O₁₁
Ключовий ефект дефекації пов'язаний з фізичними процесами, які відбуваються в суміші цукрового соку і вапна. Хімічна коагуляція білків, які є в цукровому соку, призводить до утворення твердого лапатого осаду, який, в свою чергу, фізично осаджує молекули інших домішок, які не вступають у хімічну взаємодію з негашеним вапном, дозволяючи таким чином відфільтрувати основну масу домішок з цукрового соку.

## Практика дефекації
Дефекацію як бурякових, так і тростинних соків вигідно проводити в два етапи. На першому етапі концентрація вапна підтримується на рівні 0,2—0,3 %, оскільки завелика концентрація в сирому соку призводить до надто швидкої коагуляції колоїдних речовин і утворення важковіддільних осадів. На цьому етапі зазвичай ставиться завдання підтримки кислотності соку на оптимальному рівні для даної сировини конкретного підприємства. Для тростинних соків цей показник часто становить 6,3 pH. Залежно від типу використовуваних дефекаторів потрібний рівень кислотності підтримують, варіюючи кількість доданого вапна, температуру соку і тривалість дефекації. Наприклад, підвищення температури соку збільшує розчинність вапна і дозволяє зменшити його витрати.
На другому етапі, після утворення первинних осадів, концентрацію вапна збільшують у 10 разів до 2-3 %. При цьому утворюється надлишок вапна в розчині і відбуваються хімічні та фізичні очисні процеси, які не змогли пройти при меншій концентрації вапна, і процедура дефекації завершується.
Наприклад, для тростинних соків оптимальною вважається така послідовність дій, яку, однак, не можна реалізувати на кожному підприємстві у зв'язку з встановленим обладнанням та особливостями місцевої сировини:
1. Використання вапна високої якості з вмістом CaO на рівні 90-95 %, причому домішки MgO не повинні перевищувати 2 %.
2. Вапно не додається у сухому вигляді, а у вигляді водного розчину, «молочка», температурою 80°С.
3. Додавання вапняного молочка в холодний цукровий сік до досягнення рівня кислотності 6,2—6,4 pH.
4. Нагрівання соку до кипіння.
5. Додавання вапняного молочка до рівня кислотності 7,6—8,2 pH.
6. Повторне доведення соку до кипіння.
7. Вистоювання.